# Cas dels nens jueus iemenites
El Cas dels nens jueus iemenites (פרשת ילדי תימן) fou un cas legal obert per la desaparició de milers de nens israelians durant la seva transferència (i després) a un hospital israelià de 1948 a 1954.
Els desapareguts van ser menors jueus Mizrají iemenites que van arribar a Israel durant l'Operació Catifa Màgica (Iemen). Els pares dels nens mai van rebre cap tipus d'informació sobre ells. El cas va esclatar el 1994 quan el rabí iemenita Uzi Meshulam va demanar de manera airada que el govern organitzés una comissió d'investigació.
La Comissió Cohen va ser establerta el 1995 amb Yehuda Cohen a la presidència. La comissió va investigar durant 7 anys i va poder explicar diversos casos de desapareguts, encara que 56 casos quedaren oberts.
El cas ha estat assenyalat com molt similar al Cas de la tinya.